# IEC 61000-4-3
IEC 61000-4-3 és una normativa internacional (creada per l'IEC) de compatibilitat electromagnètica que es refereix als requisits d'immunitat a camps electromagnètics radiats i de radiofreqüència. Defineix els nivells i els procediments d'assaig requerits. És la part 4-3 de la norma IEC 61000 i la darrera versió es pot esbrinar aquí. La norma pretén simular descàrregues electroestàtiques produïdes directament per operadors i entre persones i objectes situats en les proximitats. L'objecte d'aquesta norma és establir una base comú i reproduïble per a avaluar la immunitat a energia radiada dels equips elèctrics i electrònics.

## Contingut
La norma IEC 61000-4-3 defineix el següent:
- El rang de nivells d'assaig.
- El rang de freqüències d'assaig.
- El procediment d'assaig.
- La instal·lació d'assaig.

## Nivell de tensió d'assaig
Senyal de RF segons norma modulada al 80% per un senyal sinusoidal de 1 KHz, veure figura. El marge de freqüencies RF va de 80 MHz a 6000 MHz. Taula amb els nivels de tensió de l'assaig :
| Nivell | Intensitat de camp de l'assaig en V/m |
| 1      | 1 V/m                                 |
| 2      | 3 V/m                                 |
| 3      | 10 V/m                                |
| 4      | 30 V/m                                |
| X      | especial                              |